# Allemette
Die Allemette ist ein Fluss in Frankreich, der im Département Indre in der Region Centre-Val de Loire verläuft. Sie entspringt im südwestlichen Gemeindegebiet von Chaillac, entwässert generell Richtung Nordwest bis Nord durch den Regionalen Naturpark Brenne und mündet nach rund 24 Kilometern an der Gemeindegrenze von Chalais und Bélâbre als linker Nebenfluss in den Anglin.

## Orte am Fluss
(Reihenfolge in Fließrichtung)
- Les Cosses, Gemeinde Chaillac
- Chaillac
- Lignac
- Le Varrat, Gemeinde Lignac
- Laleuf, Gemeinde Chalais
- Nesmes, Gemeinde Bélâbre

## Sehenswürdigkeiten
- Château Guillaume, Burg aus dem 12. Jahrhundert am Fluss, im Gemeindegebiet von Lignac – Monument historique[4]